# SoftBank 940SH
AQUOS SHOT SoftBank 940SH（アクオスショット ソフトバンク きゅうよんまる エスエイチ）はシャープが開発し、ソフトバンクモバイルが販売するW-CDMA通信方式の携帯電話端末。

## 特徴
回転2軸折りたたみ式ボディに、シャープが開発した約1210万画素CCDデジタルカメラを搭載し、カメラ機能に注力したソフトバンクモバイル2009年度冬春モデルの高機能端末である。933SHにつづいて2機目のAQUOS SHOTケータイであり、コンパクトデジタルカメラ並みのカメラ性能が付加されている。NTTドコモのSH-01Bとau向けのSH006は兄弟機種に当たる。
メインカメラは、ProPixを搭載した広角28mmレンズで、撮像素子は約1210万画素CCDが奢られている。ケータイカメラとしては世界初とされる100枚連写機能が搭載されている。ケータイWi-Fi機能が新たに付加された。

## 歴史
- 2009年11月20日 - 発売開始。

## 不具合
- 2009年11月30日 - 無線LAN機能において、接続と切断を繰り返すとリセットする不具合
- 同日 - アクセスポイント検索時に「アクセスポイント検索中……」の画面のまま、検索が終了しない不具合
- 2009年12月17日 - 電源ONの状態で電池パックを外した場合などに、携帯電話の設定変更が反映されない不具合
- 同日 - 発着信履歴やユーザー辞書などが保存されない不具合
- 2010年1月29日 - Wi-Fi機能の利用状況によってまれに電源が再起動する不具合
- 2010年3月19日 - 遠隔操作で端末のおサイフケータイ機能にロックをかけるリモートロックにおいて、「メールリモートロック」を利用する設定が、利用しない設定に変更されてしまう不具合
- 2010年3月31日 - ICカード設定のメールリモートロックをON設定にしても、OFF設定に変更される場合がある不具合
- ボタンの周りに気泡ができる不具合。最悪の場合キーがすべて剥がれる。